# Đạo luật Kiểm soát ô nhiễm không khí

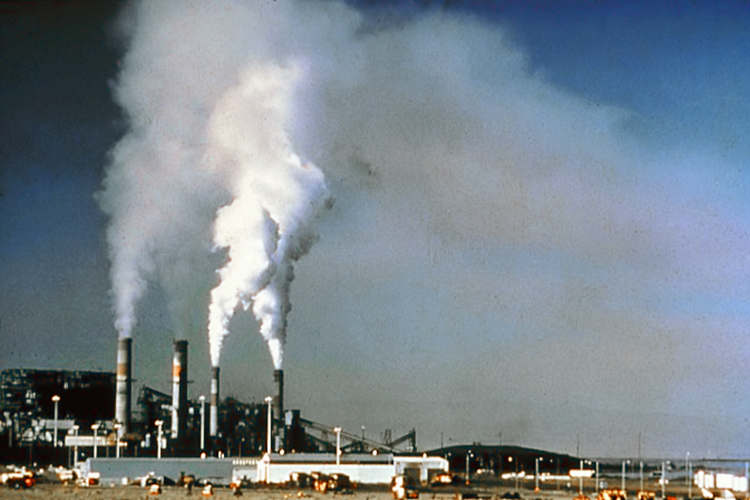
Trước khi có Đạo luật Kiểm soát ô nhiễm Không khí năm 1955, ô nhiễm không khí không được coi là một vấn đề môi trường quốc gia.

Đạo luật Kiểm soát ô nhiễm không khí năm 1955 (Pub.L. 84–159, ch. 360, 69 Stat. 322) là Đạo luật Không khí sạch (Hoa Kỳ) đầu tiên được Quốc hội ban hành nhằm giải quyết vấn đề môi trường quốc gia về ô nhiễm không khí vào ngày 14 tháng 7 năm 1955. Đây là "một đạo luật cung cấp nghiên cứu và hỗ trợ kỹ thuật liên quan đến kiểm soát ô nhiễm không khí". Đạo luật này "khiến các bang chịu trách nhiệm chủ yếu trong việc phòng ngừa và kiểm soát ô nhiễm không khí tại nguồn". Đạo luật tuyên bố rằng ô nhiễm không khí là một mối nguy hiểm đối với sức khỏe và phúc lợi cộng đồng, nhưng vẫn duy trì "trách nhiệm và quyền của các bang và chính quyền địa phương trong việc kiểm soát ô nhiễm không khí".
Đạo luật này đặt chính quyền liên bang vào vai trò thông tin thuần túy, ủy quyền cho United States Surgeon General tiến hành nghiên cứu, điều tra và cung cấp thông tin "liên quan đến ô nhiễm không khí và việc ngăn ngừa và giảm thiểu ô nhiễm không khí". Do đó, Đạo luật Kiểm soát ô nhiễm không khí không có điều khoản nào quy định chính phủ liên bang phải tích cực chống ô nhiễm không khí bằng cách trừng phạt những người gây ô nhiễm. Tuyên bố tiếp theo của Quốc hội về ô nhiễm không khí sẽ đi kèm với Đạo luật Không khí sạch năm 1963.
Đạo luật Kiểm soát ô nhiễm không khí là tinh túy của nhiều nghiên cứu được thực hiện về phát thải nhiên liệu của chính phủ liên bang trong những năm 1930 và 1940. Luật bổ sung đã được thông qua vào năm 1963 để xác định đầy đủ hơn các tiêu chí chất lượng không khí và trao nhiều quyền hơn trong việc xác định chất lượng không khí cho Bộ trưởng Bộ Y tế, Giáo dục và Phúc lợi. Luật bổ sung này sẽ cung cấp các khoản tài trợ cho cả các cơ quan địa phương và nhà nước. Như một sự thay thế, Đạo luật Không khí sạch (Hoa Kỳ) (CAA) đã được ban hành để thay thế Đạo luật Kiểm soát ô nhiễm không khí năm 1955. Một thập kỷ sau, Đạo luật Kiểm soát ô nhiễm không khí xe cơ giới được ban hành nhằm tập trung cụ thể hơn vào các tiêu chuẩn khí thải ô tô. Chỉ hai năm sau, Đạo luật Chất lượng không khí Liên bang được ban hành để xác định "các khu vực kiểm soát chất lượng không khí" một cách khoa học dựa trên địa lý và khí tượng của ô nhiễm không khí.
California là bang đầu tiên hành động chống lại ô nhiễm không khí khi chất lượng không khí của thành phố Los Angeles bắt đầu xấu đi. Vị trí của Los Angeles càng làm ô nhiễm không khí trở nên trầm trọng do một số vấn đề về địa lý và khí tượng đặc thù của khu vực này.

## Trước năm 1955
Trước khi có Đạo luật Kiểm soát ô nhiễm không khí năm 1955, có rất ít bước tiến trong việc chống lại ô nhiễm không khí. Các thành phố Chicago và Cincinnati của Hoa Kỳ lần đầu tiên thiết lập pháp lệnh về khói năm 1881. Năm 1904, Philadelphia thông qua sắc lệnh hạn chế lượng khói trong ống khói và không gian mở. Sắc lệnh đã đưa ra hình phạt nếu không đáp ứng được tất cả sự kiểm tra về khói. Mãi đến năm 1947, California mới cho phép thành lập các Khu kiểm soát ô nhiễm không khí ở mọi quận của bang.

## Sửa đổi Đạo luật Kiểm soát ô nhiễm không khí năm 1955
Đã có một số sửa đổi đối với Đạo luật Kiểm soát ô nhiễm không khí năm 1955. Sửa đổi đầu tiên là năm 1960, kéo dài kinh phí nghiên cứu trong 4 năm. Lần sửa đổi tiếp theo được thực hiện vào năm 1962 và về cơ bản đã thực thi các điều khoản nguyên tắc của đạo luật ban đầu. Ngoài ra, sửa đổi này cũng kêu gọi sự nghiên cứu từ Surgeon General. Năm 1967, Đạo luật Chất lượng không khí năm 1967 đã được thông qua nhằm mở rộng các hoạt động của chính quyền liên bang. Theo đạo luật này, các thủ tục đã được áp dụng tại các khu vực chịu sự ô nhiễm không khí giữa các bang. Sửa đổi này cho phép các bang ban hành tiêu chuẩn khí thải ô tô. Thượng nghị sĩ  Edmond Muskie (D-Maine) nói rằng đây là "sự kiểm soát ô nhiễm không khí toàn diện đầu tiên của liên bang." Sau đó, Cơ quan Kiểm soát ô nhiễm không khí quốc gia đã cung cấp thông tin kỹ thuật cho các bang sử dụng để phát triển các tiêu chuẩn chất lượng không khí. Cơ quan Kiểm soát ô nhiễm không khí quốc gia sau đó có quyền phủ quyết bất kỳ tiêu chuẩn phát thải nào được đề xuất của các bang. Việc sửa đổi này không hiệu quả như dự định, chỉ có 36 vùng kiểm soát ô nhiễm được chỉ định và cũng không có bang nào xây dựng đầy đủ các chương trình kiểm soát ô nhiễm. Năm 1969, một sửa đổi khác đã được thực hiện. Sửa đổi này mở rộng hơn nữa nghiên cứu về lượng khí thải, nhiên liệu và ô tô.
Các sửa đổi năm 1970, còn được gọi là Đạo luật Không khí sạch, đã viết lại hoàn toàn đạo luật năm 1967. Đặc biệt, các sửa đổi bổ sung năm 1970 còn yêu cầu Cơ quan Bảo vệ môi trường Hoa Kỳ mới thành lập phải thiết lập Tiêu chuẩn Chất lượng không khí xung quanh quốc gia dựa trên công nghệ và các chương trình quản lý chất lượng không khí của nhà nước để bảo vệ sức khỏe và phúc lợi cộng đồng. Ngoài ra, các sửa đổi năm 1970 yêu cầu các bang đệ trình các kế hoạch thực hiện của bang để đạt được và duy trì Tiêu chuẩn Chất lượng không khí xung quanh quốc gia và yêu cầu sử dụng hệ thống giám sát không khí để xác định xem các kế hoạch có được thực hiện thành công hay không. Các tiêu chuẩn khí thải bắt buộc cũng được đặt cho các xe ô tô mới. Sửa đổi này cho phép công dân có khả năng kiện những người gây ô nhiễm hoặc các cơ quan chính phủ vì không tuân thủ đạo luật. Cuối cùng, bản sửa đổi yêu cầu rằng vào năm 1975, toàn bộ Hoa Kỳ sẽ đạt được trạng thái không khí sạch.
Năm 1990 là lần sửa đổi gần đây nhất đối với đạo luật dưới thời Tổng thống George H.W. Bush. Các sửa đổi bổ sung năm 1990 đã trao cho chính quyền liên bang nhiều quyền hạn hơn bất kỳ Đạo luật Chất lượng không khí nào trước đây. 9 đối tượng đã được xác định trong bản sửa đổi này, bao gồm khói bụi, mưa axit, khí thải xe cơ giới và ô nhiễm không khí độc hại trong số đó. 5 phân loại mức độ nghiêm trọng đã được xác định để đo lường khói. Để kiểm soát mưa axit tốt hơn, các chương trình điều tiết mới đã được thiết lập. Các tiêu chuẩn khí thải mới và nghiêm ngặt hơn đã được tạo ra cho các loại xe có động cơ bắt đầu từ năm 1995. Chương trình Tiêu chuẩn khí thải quốc gia về các chất gây ô nhiễm không khí nguy hiểm đã được thiết lập để mở rộng các ngành và hoạt động cần kiểm soát ô nhiễm không khí.

## Hội nghị chuyên đề về ô nhiễm không khí quốc gia

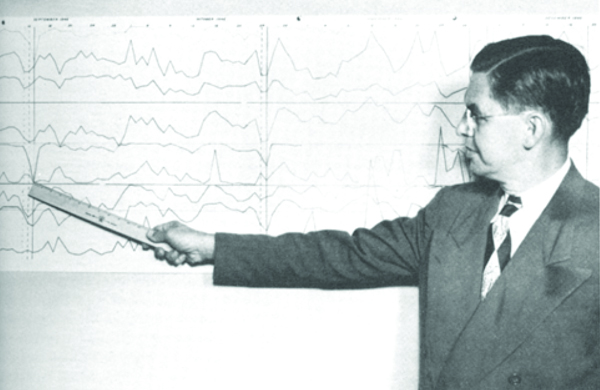
Paul Magill, người tham gia SRI thảo luận về khói mù vào Thứ Sáu Đen ở Los Angeles tại hội nghị ô nhiễm không khí đầu tiên vào năm 1949

Hội nghị chuyên đề về ô nhiễm không khí quốc gia đầu tiên ở Hoa Kỳ được tổ chức vào năm 1949 và do Viện nghiên cứu Stanford (nay là SRI International) đăng cai tổ chức. Lúc đầu, các chính quyền nhỏ hơn phải chịu trách nhiệm thông qua và thực thi đạo luật đó. Mục đích chính của Đạo luật Kiểm soát ô nhiễm không khí năm 1955 là cung cấp hỗ trợ nghiên cứu để tìm ra cách kiểm soát ô nhiễm không khí tại nguồn. Tổng cộng 5 triệu đô đã được cấp cho dịch vụ y tế công cộng trong 5 năm để thực hiện việc nghiên cứu này. Theo một trang web tư nhân, số tiền này là 3 triệu đô được phân bổ mỗi năm cho 5 năm nghiên cứu.

## Hiệu lực của đạo luật
Đây là đạo luật đầu tiên của chính phủ khiến công dân và các nhà hoạch định chính sách của Hoa Kỳ nhận thức được vấn đề toàn cầu này. Thật không may, hành động này đã giúp rất ít trong việc ngăn chặn ô nhiễm không khí, nhưng ít nhất nó cũng khiến chính phủ nhận thức được rằng đây là một vấn đề mang tính quốc gia. Đạo luật cho phép Quốc hội bảo lưu quyền kiểm soát vấn đề ngày càng gia tăng này.
Đạo luật Kiểm soát ô nhiễm không khí năm 1955 là đạo luật liên bang đầu tiên về ô nhiễm không khí. Đạo luật này bắt đầu khiến người dân nhận thức về mối nguy hiểm của ô nhiễm không khí và chi tiết về các tiêu chuẩn khí thải mới. Các cuộc thăm dò dư luận cho thấy tỉ lệ người Mỹ coi ô nhiễm không khí là vấn đề nghiêm trọng đã tăng gần gấp đôi từ 28% vào năm 1965 lên 55% vào năm 1968 với việc bổ sung tất cả các sửa đổi được thực hiện đối với Đạo luật Kiểm soát ô nhiễm không khí ban đầu năm 1955.
Mặc dù có thuật ngữ "kiểm soát" trong tiêu đề của đạo luật, đạo luật này lại không có quy định về kiểm soát. Vào đầu những năm 1950, Quốc hội không muốn can thiệp vào quyền của các bang; như vậy, các đạo luật ban đầu không có ảnh hưởng mạnh mẽ. Đạo luật này thiết lập vai trò của chính phủ trong việc nghiên cứu các tác động và kiểm soát ô nhiễm không khí. Do đó, đây là bước đi đầu trong phòng trào chống ô nhiễm không khí cho đến ngày nay. Chính phủ thường xuyên sửa đổi bổ sung Đạo luật Kiểm soát ô nhiễm không khí năm 1955 cũng như Đạo luật Không khí sạch, cũng như tiếp tục nghiên cứu sâu hơn về vấn đề này và cải thiện chất lượng không khí.